# Termignon
Termignon (in italiano Termignone, desueto) è un ex comune francese di 434 abitanti situato nel dipartimento della Savoia della regione dell'Alvernia-Rodano-Alpi. Dal 1º gennaio 2017 è confluito nel nuovo comune di Val-Cenis. Si trova nella Moriana, valle del fiume Arc.

## Società

### Evoluzione demografica
Abitanti censiti

## Infrastrutture e trasporti
Fra il 1868 e il 1871 la località fu servita da una fermata della ferrovia del Moncenisio.
Termignon per la sua attenzione a favorire il turismo sostenibile e la mobilità dolce fa parte del consorzio delle Perle delle Alpi.